# Blood Red Throne
Blood Red Throne – norweska grupa muzyczna grająca death metal, założona w 1998 roku w Kristiansand.

## Historia
Opracowano na podstawie materiału źródłowego.
Blood Red Throne założyli w 1998 roku Død i Tchort (którzy współpracowali wówczas z zespołem Satyricon). Dołączyli do nich Freddy Bolsø oraz Erlend Caspersen i w tym składzie grupa nagrała demo zatytułowane Deathmix 2000, a ponieważ Blood Red Throne nie miał wówczas wokalisty, gościnny udział w nagraniu wziął Ronny Thorsen z Trail of Tears.
W marcu 2001 roku do zespołu w charakterze wokalisty dołączył Mr. Hustler. W pięcioosobowym składzie Blood Red Throne nagrał pierwszy album studyjny Monument of Death, który ukazał się w grudniu 2001 roku nakładem wytwórni Hammerheart Records.
W 2002 roku grupa wystąpiła m.in. na festiwalu Inferno. W Blood Red Throne nastąpiły też kolejne zmiany personalne: z zespołu odszedł Freddy Bolsø, którego zastąpił Espen "Beist" Antonsen (The Sickening). W tym samym roku ukazał się minialbum A Taste for Blood, na którym znalazły się trzy utwory z dema Deathmix 2000, "Monument of Death" z niewydanego albumu kompilacyjnego Nordic Metal II, cover Massacre "Cryptic Realms" oraz "Malignant Nothingness" z albumu Monument of Death.
Kolejny album studyjny Affiliated with the Suffering miał premierę w styczniu 2003 roku, zaś w grudniu zespół podpisał kontrakt z wytwórnią Earache Records. 
W 2004 roku z zespołu odszedł Espen "Beist" Antonsen i trzeci album studyjny Altered Genesis, który ukazał się w lutym 2005 roku, został nagrany z pomocą Bernta Moena (Trail of Tears, Green Carnation). Po wydaniu tej płyty Blood Red Throne opuścił Mr. Hustler, a zastąpił go Vald. Latem 2005 roku do zespołu został również przyjęty nowy perkusista Anders Haave. W listopadzie 2005 roku Blood Red Throne wziął udział w europejskiej trasie z grupami Mortician i Akercocke. W jej trakcie wokalista i basista Mortician – Will Rahmer – został w Polsce aresztowany za napaść na taksówkarza i kradzież samochodu. Trasa nie została jednak przerwana i na pozostałych koncertach Willa Rahmera zastępowali członkowie Blood Red Throne i Akercocke.
Czwarty album studyjny Come Death ukazał się w sierpniu 2007 roku. W grudniu 2007 roku Blood Red Throne wziął udział w europejskiej trasie jako support Divine Heresy, a w roku 2008 wystąpił m.in. na festiwalu Neurotic Deathfest w Tilburgu.
W marcu 2009 roku zespół po raz drugi wystąpił na festiwalu Inferno, natomiast w czerwcu został wydany piąty album studyjny Souls of Damnation, który był nagrywany na początku roku w studiu Deadline w Trollhättan (Szwecja). Okładkę (podobnie jak do Come Death i Altered Genesis) zaprojektował Łukasz Jaszak. Ukazała się również limitowana edycja albumu, na której znalazły się dodatkowe dwa utwory oraz DVD zawierające wywiad z zespołem i film o nagrywaniu płyty.

## Muzycy
| - Freddy Bolsø - perkusja (1998-2002, od 2015) - Daniel "Død" Olaisen - gitara (od 1998) - Ivan Gujic - gitara (od 2010) - Ole Bent Madsen - gitara basowa (od 2011) - Yngve "Bolt" Christiansen - śpiew (2011-2015, od 2015) | - Morten "Sanrabb" Furuly - perkusja - Erlend Caspersen - gitara basowa (1998-2011) - Terje Vik "Tchort" Shei - gitara (1998-2010) - Ronny Thorsen - śpiew (2000) - Flemming "Mr. Hustler" Gluch - śpiew (2001-2005) - Espen Antonsen - perkusja (2002-2004) - Anders Kobro - perkusja (2005-2007) - Osvald "Vald" Egeland - śpiew (2005-2011) - Anders Haave - perkusja (2007-2010) - Emil Wiksten - perkusja (2010-2013) - Martin Berger - śpiew (2015) | - John Vooren - perkusja (od 2013) - Freddy Bolsø - perkusja (2013) |

## Dyskografia

### Albumy studyjne
- Monument of Death (2001)
- Affiliated with the Suffering (2003)
- Altered Genesis (2005)
- Come Death (2007)
- Souls of Damnation (2009)
- Brutalitalian Regime (2011)
- Blood Red Throne (2013)
- Union of Flesh and Machine (2016)

### Minialbumy
- A Taste for Blood (2002)

### Splity
- A Taste For Butchery (2003)

### Dema
- Deathmix 2000 (2000)